# Atticus Finch
Atticus Finch è un personaggio del romanzo Il buio oltre la siepe di Harper Lee.
È un avvocato vedovo antirazzista che vive tranquillamente a Maycomb (una cittadina immaginaria dell'Alabama) con i suoi figli, educandoli secondo saldi principi di moralità e tolleranza.  Viene chiamato a difendere un giovane nero, accusato da un agricoltore ubriacone e violento di aver sedotto e stuprato la propria figlia diciannovenne. L'uomo si proclama innocente e Atticus dimostra l'infondatezza dell'accusa. 
Il personaggio di Atticus Finch, interpretato da Gregory Peck nell'omonimo film tratto dal romanzo, è stato giudicato il più grande eroe del cinema americano, in base alla valutazione dell'American Film Institute. In un'Alabama ancora fortemente divisa tra segregazionisti ed antirazzisti, l'avvocato Finch diviene paladino della giustizia e dell'uguaglianza razziale, rendendosi sempre più conto dell'ignoranza e della difficoltà della gente ad aprirsi agli altri e a giudicare il prossimo senza cadere in facili pregiudizi, ciò che costituisce l'essenza del razzismo.
Harper Lee ha basato il personaggio su suo padre, Amasa Coleman Lee, un avvocato dell'Alabama, che, come Atticus, ha rappresentato gli imputati neri in un processo penale molto pubblicizzato.
Nel 2016, l'avvocato Joseph Madison Beck ha pubblicato il libro di memorie My Father & Atticus Finch cui ha notato i numerosi parallelismi tra la difesa di suo padre Foster Beck di un uomo di colore accusato di aver violentato una donna bianca nel processo del 1938 State of Alabama vs. Charles White, Alias, e la difesa di Atticus Finch di Tom Robinson in Il buio oltre la siepe. In una lettera all'autrice, la stessa Harper Lee notò gli "ovvi parallelismi" tra i casi (Lee aveva 12 anni all'epoca del processo a Charles White) e tra Atticus Finch e Foster Beck, anche se affermò anche che non riusciva a ricordare il processo e che Il buio oltre la siepe era un'opera di finzione.
L'ex presidente degli Stati Uniti Barack Obama ha fatto riferimento ad Atticus Finch come a un personaggio americano ideale e lo ha menzionato durante il suo discorso di addio alla nazione l'11 gennaio 2017.